# Tunezja na Letnich Igrzyskach Olimpijskich 1972
Tunezję na Letnich Igrzyskach Olimpijskich 1972 reprezentowało 35 zawodników, wszyscy mężczyźni.

## Medaliści

### Srebrne
- Mohammed Gammoudi – lekkoatletyka, bieg na 5000 metrów mężczyzn.